# Joonas Kuivalainen
Joonas Kuivalainen es un deportista finlandés que compite en remo. Ganó dos medallas de oro en el Campeonato Mundial de Remo en Sala, en los años 2024 y 2025, ambas en la prueba de 500 m.

## Palmarés internacional
| Campeonato Mundial | Campeonato Mundial      | Campeonato Mundial | Campeonato Mundial |
| Año                | Lugar                   | Medalla            | Prueba             |
| ------------------ | ----------------------- | ------------------ | ------------------ |
| 2024               | Praga (República Checa) | Medalla de oro     | 500 m              |
| 2025               | Sede virtual            | Medalla de oro     | 500 m              |